# John Chaney (cestista)
John Louie Chaney (Zachary, 29 febbraio 1920 – Baton Rouge, 9 agosto 2004) è stato un cestista e allenatore di pallacanestro statunitense, professionista nella NBL e nella NBA.